# Ejército Nacional Jemer
El Ejército Nacional Jemer (en jemer: កងទ័ពជាតិខ្មែរ) más conocido como Ejército camboyano, era la rama terrestre de las Fuerzas Armadas Nacionales Jemeres (FANJ), las Fuerzas armadas de la República Jemer durante la guerra civil camboyana que tuvo lugar entre 1970 y 1975. Su rama naval era la Armada Nacional Jemer.

## Historia

### Inicios
El Ejército Real Jemer (ERJ) (en jemer: កងយោធពលខេមរភូមិន្ទ) fue la mayor y más antigua rama de las Reales Fuerzas Armadas Camboyanas, en términos de personal y equipamiento militar. El Ejército Real Jemer fue oficialmente creado el 20 de noviembre de 1946, después de la firma de un acuerdo militar franco-camboyano que definió la organización provisional tanto del ERJ como de las tropas combinadas franco-camboyanas. Los términos del acuerdo estipulaban que las nuevas fuerzas armadas estarían formadas por unidades territoriales nativas estacionadas en Camboya para ayudar a mantener el orden, y debían tener una fuerza de reserva (en jemer: កម្លាំងបម្រុង) de 8000 soldados jemeres, que serían repartidos en dos grupos de 4000 hombres entre el ERJ y las unidades de la infantería combinada del Cuerpo Expedicionario Francés en Extremo Oriente (CEFEO) puestas a disposición del alto comisionado francés para Indochina. La formación e instrucción de las unidades del ERJ fue confiada a la misión militar francesa de instrucción militar dirigida por oficiales y suboficiales de las Fuerzas Armadas francesas, quienes ejercieron como instructores y asesores militares.
Posteriormente, la misión militar francesa formó en Nom Pen a la primera unidad militar regular camboyana, el 1.er Batallón de Fusileros Jemeres (en jemer: កងវរសេនាតូចកាំភ្លើងធំខ្មែរទី១) Este batallón fue formado a partir de los elementos transferidos de la Guardia Nacional Jemer (en jemer: អង្គរក្សជាតិខ្មែរ) y del Regimiento de Fusileros Camboyanos (en jemer: កងវរសេនាធំកាំភ្លើងខ្លីកម្ពុជា។) que tenían tres batallones de fusileros del ejército colonial de la Unión Francesa. En diciembre de aquel año se formó en la ciudad de Kratié un segundo batallón de fusileros, el 2.º Batallón de Fusileros Jemeres (en jemer: កងវរសេនាតូចកាំភ្លើងធំខ្មែរទី២) creado a partir de tropas irregulares camboyanas. Ambos batallones fueron incorporados a la fuerza de reserva en enero de 1947. 
Estos batallones eran liderados por un cuadro de oficiales y suboficiales franceses, y estaban pensados para ser empleados en operaciones de seguridad nacional para reforzar a las tropas regulares del CEFEO. 
Las operaciones a pequeña escala de contrainsurgencia continuaron durante los tres años siguientes, contra el movimiento rebelde nacionalista Khmer Issarak, en los cuales los batallones jemeres gradualmente asumieron la responsabilidad de defender las provincias de Battambang y Kompung Thom, que eran parte del territorio devuelto por el Reino de Tailandia a Camboya, a inicios de 1947.

### Guerra de Indochina
Los batallones jemeres entraron en combate por primera vez en 1947 contra las guerrillas del Viet Minh en la jungla del noreste de Camboya. En este período tuvo lugar una rápida expansión de las unidades del ERJ y para enero de 1947, su fuerza efectiva era de unos 4000 hombres, de los cuales 3000 servían en la Guardia Nacional Jemer. En julio de 1949 se firmó un segundo acuerdo franco-camboyano de asistencia  militar que le ofrecía una mayor autonomía operativa a las fuerzas militares camboyanas en las provincias de Siem Reap y Kampong Thom, bajo un protocolo adicional firmado en junio de 1950, a los gobernadores provinciales camboyanos se les asignaba la responsabilidad de pacificar las provincias bajo su jurisdicción; para cumplir con esta misión, les fue asignada una fuerza contrainsurgente compuesta por una compañía independiente de infantería jemer. A finales de aquel año, se firmó un acuerdo de asistencia militar entre Estados Unidos y Francia que ayudó a la expansión de las fuerzas militares jemeres en Indochina, alcanzando el ERJ en 1952 una fuerza de 13 000 hombres, una cantidad que superaba numéricamente a las fuerzas francesas del CEFEO estacionadas en Camboya. Fueron formados nuevos batallones de fusileros jemeres, se fundaron unidades especializadas en tareas de apoyo, combate y logística militar.
En agosto de 1948 se formó un tercer Batallón de Fusileros Jemeres (en jemer: កងវរសេនាតូចកាំភ្លើងធំខ្មែរទី៣) en la provincia de Takéo. 
En enero de 1951 fueron fundados dos batallones de fusileros jemeres, el quinto y el sexto, en el centro de entrenamiento de infantería (en jemer: មជ្ឈមណ្ឌលបណ្តុះបណ្តាលថ្មើរជើង) dirigido por los franceses en la provincia de Pursat. 
Fueron formados dos escuadrones de automóviles blindados, el primer escuadrón de reconocimiento blindado (en jemer: កងអនុសេនាធំស៊ើបការណ៍ពាសដែកទីមួយ) en agosto de 1950, y el segundo escuadrón de reconocimiento blindado (en jemer: កងអនុសេនាធំស៊ើបការណ៍ពាសដែកទី២) en julio de 1951 en Nom Pen. 
En diciembre de 1952 fue oficialmente creado el primer batallón de paracaidistas jemeres (en jemer: កងវរសេនាតូចទ័ពឆ័ត្រយោងខ្មែរទី១). En abril de 1953 se formaron dos batallones de infantería adicionales, el séptimo batallón en Siem Reap y el octavo batallón en Ta Khmao, en la provincia de Kandal, incrementando la fuerza total a unos 6000 hombres, con la mitad de ellos sirviendo en la Guardia Nacional Jemer y la otra mitad sirviendo en la fuerza de reserva. 
La fuerza de reserva estaba formada por tres batallones de fusileros, uno de ellos era asignado a las fuerzas de la Unión Francesa desplegadas en Indochina. Se dio a las unidades militares camboyanas una mayor responsabilidad, incluyendo la protección de las plantaciones de caucho en la región del curso medio del Río Mekong, y la vigilancia del área de la costa de las provincias del sur de Camboya y de las áreas fronterizas orientales con Vietnam del Sur, para evitar los intentos de infiltración de la guerrilla del Viet Minh.
Aunque los oficiales y suboficiales jemeres entrenados por los franceses lentamente empezaron a tener un papel de mando con el paso del tiempo, el ERJ todavía estaba bajo el firme control del alto mando francés a través de su misión de entrenamiento militar, que fue rebautizada en 1951 como: "Misión militar francesa para el Gobierno de Camboya".
El Alto Mando del ERJ estaba completamente lleno de oficiales franceses de rango alto y medio, que se encargaban de la mayor parte del apoyo de mando y control, el trabajo de inteligencia militar y el entrenamiento, además de supervisar el suministro de armamento y equipamiento a las unidades militares jemeres. Sin embargo, para mediados de 1953, a instancias de su joven Rey Norodom Sihanouk, el personal militar jemer no solamente empezó a participar en protestas nacionalistas antifrancesas que invocaban la total independencia de Camboya, sino que los soldados jemeres empezaron a desertar de las unidades bajo mando francés por centenares. Después de una gira mundial para publicitar su campaña por la independencia, el Rey Norodom Sihanouk se retiró a una "zona libre e independiente" instalada en la provincia de Battambang, donde fue prontamente fue seguido por 30 000 soldados del ERJ y policías en una muestra de apoyo y fuerza. En octubre de aquel año, el alto mando francés finalmente acordó transferir la responsabilidad de la seguridad nacional camboyana al ERJ y para tal efecto, se firmó otro acuerdo franco-camboyano. Según los términos de este acuerdo, las unidades jemeres bajo mando francés serían transferidas al control de las autoridades nacionales camboyanas y se debía crear una zona operativa en la ribera oriental del río Mekong que sería asignada a las fuerzas de la Unión Francesa. Esta última zona, se encontraría bajo el control conjunto del grupo operativo del río Mekong (en jemer: ក្រុមប្រតិបត្តិការទន្លេមេគង្គ) y unidades del ERJ, que ofrecerían seguridad a lo largo de la carretera nacional 13 en el interior de Camboya. Los únicos elementos que continuaron subordinados al Comandante en jefe militar francés en Camboya fueron la misión militar francesa y el grupo operativo del río Mekong.

### Independencia del Reino de Camboya
El 9 de noviembre de 1953, el Reino de Camboya oficialmente proclamó su independencia de Francia. Mientras tanto, la expansión de las recientemente creadas FANC continuó con la adición de dos batallones de infantería ligera en aquel mes, el 9.º BFJ creado en Svay Rieng y el 10.º BFJ creado en Prey Veng. El Reino de Camboya fue completamente independiente el 20 de noviembre y el Rey Sihanouk oficialmente tomó el mando de los 17 000 hombres de las FANC, aunque Francia mantuvo el derecho a estacionar unidades del CEFEO en el noreste de Camboya para proteger sus comunicaciones con Tonkín.
El ERJ y la Guardia Nacional Jemer fueron fusionados en una nueva fuerza de defensa nacional que tenía unos 17 000 hombres, las Fuerzas Armadas Nacionales Camboyanas (FANC) (en jemer: កងកម្លាំងប្រដាប់អាវុធជាតិកម្ពុជា។). En esta etapa las FANC solamente estaban formadas por fuerzas terrestres, aunque los franceses habían planeado crear en un futuro cercano un componente naval y aéreo.

### Jemerización
A inicios de 1954, empezó a implementarse la "jemerización" de las unidades de las FANC que todavía etaban bajo el mando de oficiales y suboficiales franceses, con la mayoría de estos cuadros asumiendo los papeles de asesores técnicos o instructores, mientras que otros conservaron sus puestos en los diversos cuarteles generales de las unidades y servicios de ramas técnicas. Sin embargo, debido a la falta de un plan de desarrollo claro de las FANC, y para compensar la escasez de oficiales entrenados, sus cuerpos de oficiales fueron expandidos reemplazando a los cuadros franceses que se retiraban con oficiales jemeres de la reserva escasamente entrenados, los cuales simplemente fueron incorporados como oficiales en servicio activo dentro de los cuerpos de oficiales y suboficiales. Ciertos oficiales de reserva jemeres fueron puestos a cargo de los comandos territoriales, mientras que las filas superiores de comando fueron completadas con burócratas jemeres de alto rango que apresuradametne fueron comisionados como oficiales militares, con su rango militar basado en su rango civil. En este sistema, un gobernador provincial o presidente de tribunal podía ser un Teniente Coronel o Coronel sin jamás haber recibido entrenamiento militar alguno.
Las FANC continuaron expandiéndose en los meses siguientes a fin de acomodar nuevas unidades terrestres y ramas de servicio. Los franceses pusieron las bases de un batallón blindado camboyano (en jemer: កងវរសេនាតូចពាសដែកកម្ពុជា។) equipado con automóviles blindados, semiorugas y vehículos de reconocimiento blindado estadounidenses, fundándose de forma oficial el 1 de marzo un servicio naval, la Armada Real Jemer (ARJ) (en jemer: កងទ័ពជើងទឹកខ្មែរ). En abril de 1954, las FANC estaban formadas por una rama terrestre y por una rama naval, la rama terrestre conservaba la designación original de Ejército Real Jemer (ERJ).

### Los años de neutralidad (1964-1970)
En respuesta al golpe de Estado contra el presidente Ngô Đình Diệm en Vietnam del Sur, el Rey Sihanouk canceló el 20 de noviembre de 1963 toda la ayuda militar estadounidense y el 15 de enero de 1964 se suspendió el programa de ayuda del US MAAG en Camboya, cuando el país asiático adoptó una política de neutralidad.
El ERJ continuó recibiendo asistencia militar de Francia, pero al mismo tiempo recibía ayuda militar de la Unión Soviética, el Reino Unido, el Reino de Bélgica y Alemania Occidental para obtener armas, equipamiento e instrucción militar.

### Organización anterior a 1970
Para enero de 1970, el ERJ tenía unos 35 000 oficiales y soldados, organizados según el modelo del Fuerzas Armadas francesas, en 53 regimientos (en realidad, batallones) y 15 compañías regionales independientes; poco más de la mitad eran designados como batallones de infantería (en jemer: កងវរសេនាតូចថ្មើរជើង) los batallones restantes eran desginados como batallones de infantería ligera (en jemer: កងវរសេនាតូចថ្មើរជើងពន្លឺ) y batallones de comandos fronterizos (en jemer: កងវរសេនាតូចបញ្ជាការព្រំដែន). Las tropas de élite y algunas unidades de apoyo, inclusive la Guardia Real Jemer (en jemer: អង្គរក្សខ្មែរ), la guarnición de Nom Pen, las Fuerzas aerotransportadas (en jemer: កងកម្លាំងអាកាស), Comunicación militar (en jemer: ទំនាក់ទំនងយោធា), Ingeniería militar (en jemer: វិស្វកម្មយោធា), Artillería (en jemer: កាំភ្លើងធំ), Defensa antiaérea (en jemer: ការការពារប្រឆាំងយន្តហោះ) y Transporte (en jemer: ដឹកជញ្ជូន) estaban organizadas en seis formaciones mayores llamadas medias brigadas (en jemer: កងពលតូចពាក់កណ្តាល). Otras ramas técnicas de servicio tales como los servicios de Sanidad militar (en jemer: សេវាសុខភាពយោធា), Logística militar (en jemer: ភស្តុភារយោធា), Municiones (en jemer: គ្រាប់រំសេវ), Combustibles (en jemer: ឥន្ធនៈ), Servicio de Intendencia (en jemer: កងអនុសេនាធំ), Policía militar (en jemer: ប៉ូលីសយោធា), Justicia militar (en jemer: យុត្តិធម៌យោធា), Servicios sociales (en jemer: សេវាសង្គម), Defensa del patrimonio cultural (en jemer: ការការពារបេតិកភណ្ឌវប្បធម៌), Servicio Geográfico (en jemer: ភូមិសាស្ត្រ) y Servicio de Medicina veterinaria (en jemer: ពេទ្យសត្វ) estaban bajo la responsabilidad de los directorados de servicio, subordinados todos ellos al ministerio de Defensa nacional (en jemer: ក្រសួងការពារជាតិ).
La mayoría de las unidades del ERJ estaban concentradas en el noreste, en la provincia de Ratanak Kirí y en el área de Nom Pen; el segundo era el cuartel general de las seis medias brigadas principales y los servicios de apoyo, mientras que las formaciones de infantería estaban desplegadas a lo largo del país. El pequeño cuerpo blindado también estaba organizado en una media brigada acorazada (en jemer: កងពលតូចពាសដែក) formada por dos batallones de tanques ligeros, uno estaba estacionado en Nom Pen y el otro en la provincia de Kompung Cham y un regimiento de reconocimiento blindado (en jemer: កងវរសេនាធំស៊ើបការណ៍ពាសដែក) en Sre Khlong. Aunque existía una considerable reserva de oficiales y suboficiales entrenados, había una persistente falta de unidades de reserva. Algunas unidades fueron incorporadas a las fuerzas de la reserva general, que apenas consistían en las tropas de la guarnición de Nom Pen, una media brigada formada por dos batallones de infantería ligera y las unidades de apoyo de combate (medias brigadas de señales, ingenieros, blindados y artillería).

### Expansión (1970–1971)
Después del golpe de marzo de 1970, el nuevo jefe de Estado, Mariscal Lon Nol, emitió una orden de movilización general luego de asegurarse el apoyo militar estadounidense, tailandés y sudvietnamita, rápidamente poniendo a punto ambiciosos planes para expandir las Fuerzas Armadas Camboyanas. Sin embargo, poco tiempo después del golpe, la Unión Soviética puso fin a su programa de asistencia militar, y la misión militar francesa suspendió toda cooperación con Camboya, privando así a su ejército de un vital entrenamiento y asistencia técnica. Para junio de 1970, el rebautizado Ejército Nacional Jemer (en jemer: កងទ័ពជាតិខ្មែរ) incrementó rápidamente su tamaño a 110 000 soldados, aunque la mayoría de ellos eran nuevos reclutas sin entrenamiento y estaban organizados en una confusa variedad de formaciones de combate bajo modelo francés y estadounidense, lideradas por ancianos suboficiales y por jóvenes oficiales sin experiencia.
Al mismo tiempo, hubo varios cambios respecto a la organización de la campaña. Los batallones de infantería regulares fueron inicialmente amalgamados en regimientos autónomos (en jemer: កងវរសេនាធំថ្មើរជើង) rápidamente abolidos a favor de una brigada que agrupaba varios batallones. Para inicios de mayo de 1970, se habían creado 18 nuevas brigadas de infantería (en jemer: កងពលតូចថ្មើរជើង) pero solamente 12 de estas brigadas tenían el número necesario de hombres, las otras seis, nunca estuvieron completas o solamente fueron formadas en teoría.
Desde mediados de 1970, las unidades de infantería empezaron a ser formadas en 15 grandes grupos de brigadas de combate (en jemer: កងពលតូចប្រយុទ្ធ) cada uno de ellos formado por dos brigadas apenas del tamaño de una división, pero sin unidades de apoyo, de estos grupos, solamente tres eran eficaces militarmente, para enero de 1972, otros tres grupos aún estaban en entrenamiento y los nueve restantes solo eran marginalmente fiables.
Las medias brigadas de Artillería, Señales, Ingenieros, Transporte y Blindados también fueron reforzadas a nivel de brigada, con la última convirtiéndose en la 1.ª Brigada Blindada Jemer (en jemer: កងពលតូចពាសដែកខ្មែរ).

### Reorganización (1972–1973)
Para reducir la cantidad de formaciones de combate en las fuerzas terrestres, se implementó una gran reorganización entre julio y diciembre de 1972 bajo modelo estadounidense. Se abandonó la vieja estructura organizativa colonial heredada de los franceses, a favor de una organización convencional moderna basada en el modelo del Ejército de los Estados Unidos. Para enero de 1973, todos los cuarteles generales de los grupos de brigada, 17 cuarteles generales regimentales, 16 cuarteles generales de brigada y 13 batallones fueron disueltos, siendo reemplazados por 32 brigadas de infantería, 202 batallones de infantería y 465 compañías de infantería territoriales de creación reciente. De estas cifras, 128 batallones formaron los elementos de maniobra para las 32 brigadas, de los cuales 20 serían independientes y 12 serían distribuidos entre las cuatro nuevas divisiones de infantería mecanizada (en jemer: កងពលថ្មើរជើងមេកានិច) creadas a partir de los grupos de brigada:
- 1.ª División de Infantería (en jemer: កងពលថ្មើរជើងទីមួយ)
- 2.ª División de Infantería (en jemer: កងពលថ្មើរជើងទីពីរ)
- 3.ª División de Infantería (en jemer: កងពលថ្មើរជើងទីបី)
- 7.ª División de Infantería (en jemer: កងពលធំថ្មើរជើងទីប្រាំពីរ)

En abril de 1974 fue creada una quinta división, la reducida 9.ª División de la Guardia Presidencial. Las ramas de Blindados, Artillería, Señales, Transporte e Ingenieros no fueron afectadas por esta reorganización y conservaron su estructura de brigada separada bajo sus propios mandos. El Mariscal Lon Nol también reorganizó la Reserva General en abril de 1972, al subdividirla en tres grupos: las Fuerzas A, agregadas a la Reserva Móvil para operaciones de combate; las Fuerzas B, la reserva del alto mando jemer formada por cinco brigadas, y las Fuerzas C, dos batallones aerotransportados bajo el mando directo del Mariscal Lon Nol.
La organización del ENJ, a mediados de 1973, era de cuatro divisiones de infantería, nueve brigadas de infantería independientes, dos brigadas aerotransportadas (una de las cuales no alcanzó el número de hombres necesario y fue disuelta ese mismo año), una brigada blindada, una unidad de las fuerzas especiales jemeres, del tamaño de un batallón, cinco brigadas de servicios de apoyo, 15 brigadas de infantería regionales agregadas a las regiones militares (RM) y una media brigada de defensa aérea. Las unidades territoriales incluían a 58 batallones de infantería, asignados a cada uno de los subdistritos militares dentro de las RM más grandes, 529 compañías de infantería independientes y 76 baterías de artillería de campaña.

### Operaciones finales (1974–1975)
Los Jemeres Rojos entraron a Phnom Penh el 17 de abril de 1975, poniendo fin a la guerra civil camboyana. Long Boret, Lon Non y otros altos mandos de las FANJ, junto a funcionarios de alto rango del gobierno de la República Jemer, fueron ejecutados sumariamente sin juicio previo en el complejo del Círculo Deportivo, mientras que los soldados del Ejército eran desarmados en la ciudad y llevados al Estadio Olímpico, donde fueron ejecutados.
La misma suerte corrieron las restantes unidades del Ejército camboyano y las guarniciones que todavía resistían en las capitales provinciales y algunas ciudades clave. A lo largo del país, miles de hombres y mujeres desmoralizados que tuvieron la desgracia de ser capturados vistiendo el uniforme del Ejército - desde oficiales a suboficiales, incluso soldados rasos, sin importar que hubiesen cometido crimen de guerra alguno, o no - fueron reunidos por las unidades guerrilleras de los Jemeres Rojos y masacrados. En Phnom Penh y a lo largo del país, algunos oficiales y soldados a duras penas evitaron ser capturados al cambiarse rápidamente el uniforme por ropas civiles y ocultarse. Mientas que muchos soldados camboyanos que se rendían eran simplemente fusilados y sus cadáveres arrojados en tumbas poco profundas cavadas en zonas boscosas, un considerable número de estos fueron enviados a los nuevos campos de trabajo (más conocidos como los "Campos de la Muerte") para ser "reeducados", que fueron rápidamente instalados por los Jemeres Rojos al poco tiempo de su victoria, donde fueron obligados a soportar las terribles condiciones de vida y de trabajo hasta la invasión vietnamita de Camboya en 1978.
Solamente unos cuantos miembros del Ejército pudieron escapar a pie o en vehículos entre abril y mayo de 1975 hacia Tailandia, donde a fines de la década de 1970 serían el cuadro fundador de las fuerzas guerrilleras antivietnamitas Funcinpec y Frente Nacional de Liberación del Pueblo Jemer.

## Armamento y equipamiento

### Armas y equipos (1946-1969)
Excepto algunas unidades especializadas, la mayoría de estas formaciones en realidad estaban en inferioridad numérica, mal entrenadas y equipadas de forma improvisada con una variedad de armamento francés, estadounidense, británico, belga, alemán y soviético.
Durante la guerra de Indochina, los batallones de infantería del REJ fueron equipados con fusiles de cerrojo de la Segunda Guerra Mundial tales como el MAS-36, el Springfield M1903 y el Lee-Enfield, junto a subfusiles Sten, M1A1 Thompson y MAT-49; las ametralladoras ligeras MAC M1924/29, Bren y M1918A2 BAR fueron empleadas como armas de escuadra. Los oficiales y suboficiales fueron equipados con pistolas MAS-35S, FN P35 o Colt M1911. En septiembre de 1950, el REJ empezó el proceso de estandarización con armamento estadounidense, con las unidades aerotransportadas y de infantería siendo equipadas con el fusil semiautomático M1 Garand, la carabina M1/M2 y el subfusil M3A1 Grease Gun, seguidos por la ametralladora media Browning M1919A4/Mk 21 y la ametralladora pesada Browning M2HB .50 Cal. Después de renunciar a la asistencia estadounidense en 1964, el REJ solicitó ayuda militar a la Unión Soviética y empezó a recibir importantes cantidades de la carabina semiautomática SKS, el fusil de asalto AK-47, la ametralladora ligera Degtiariov, la ametralladora ligera RPD, la ametralladora media Goriunov SG-43 / SGM, el lanzagranadas antitanque RPG-2 y el lanzacohetes antitanque RPG-7, también se compraron cantidades limitadas de fusiles FN FAL y Heckler & Koch G3 a Bélgica y Alemania Occidental, pero nunca fueron adoptados como armas estándar. Las unidades aerotransportadas y de infantería del REJ también estaban equipadas con el mortero francés Brandt Mle 1935.
El inventario del cuerpo blindado consistía en 36 tanques ligeros M24 Chaffee, 40 tanques ligeros AMX-13 y algunos obuses autopropulsados M8 Scott de 75 mm; los escuadrones de reconocimiento blindado estaban equipados con 20 automóviles blindados M8 Greyhound y 15 automóviles blindados Panhard AML-60. 
Los batallones de infantería mecanizada estaban equipados con semiorugas M3, automóviles blindados M3 Scout Car, vehículos BTR-40 y 30 transportes blindados de personal BTR-152.
El cuerpo de artillería jemer empleaba obuses estadounidenses M101A1 de 105 mm, y obuses soviéticos D-30 de 122 mm. 
Las unidades antiaéreas estaban equipadas con cañones automáticos Bofors 40 mm de fabricación sueca, 27 cañones automáticos soviéticos AZP S-60 de 57 mm y cañones automáticos soviéticos M1939 (61-K) de 37 mm.
La logística militar era responsabilidad del cuerpo de transporte, equipado con una variedad de vehículos de enlace y carga. El parque móvil consistía en un inventario mixto de 150 vehículos, incluyendo el Willys MB estadounidense de la Segunda Guerra Mundial, el Land Rover británico y el vehículo todoterreno GAZ-69 soviético.
Los vehículos pesados de transporte militar eran camiones estadounidenses de la Segunda Guerra Mundial REO M35 que habían formado parte del Ejército de los Estados Unidos.

### Armas y equipos (1970–1975)
Para mediados de 1972, el Ejército camboyano tenía en teoría una fuerza de 220.000-230.000 soldados, pero se estima que la cifra real era de no menos de 150.000, equipados por Estados Unidos con armas y equipos valorizados en 1,18 billones de dólares. Su arsenal incluía 241 630 fusiles, 7079 ametralladoras, 2726 morteros, 20 481 lanzagranadas, 304 cañones sin retroceso, 289 obuses, 202 transportes blindados de personal M113 , 17 portamorteros M106 armados con un mortero pesado de 107 mm y unos 4300 camiones.
En octubre de 1970, el Alto Mando del Ejército camboyano buscó expandir sus cuerpos blindados pero, a pesar de las repetidas solicitudes para recibir tanques ligeros más modernos como el M41 Walker Bulldog y automóviles blindados como el Cadillac Gage Commando, Washington se negaba a suministrar dicho equipamiento. Por lo tanto, las unidades blindadas camboyanas continuaron basándose en su envejecida flota de tanques ligeros M24 estadounidenses y AMX-13 franceses, así como de automóviles blindados M8 y Panhard AML-60 hasta 1974, cuando las crecientes pérdidas en combate y los problemas de mantenimiento forzaron la retirada de la mayoría de estos vehículos (en especial de los franceses) después de que Francia impuso un embargo de armas y se negó a suministrar piezas y repuestos, necesarios en el frente de combate, estos vehículos franceses fueron posteriormente reemplazados por transportes blindados M113.
Además de los transportes blindados de personal, el Ejército camboyano también recibió después de 1970 un nuevo lote de los muy necesarios vehículos de transporte y enlace. En las primeras etapas de la guerra, el Alto Mando del Ejército se confrontó a un serio problema logístico, la pequeña cantidad de obsoletos camiones militares estadounidenses disponibles para su cuerpo de transporte rápidamente demostró ser insuficiente para transportar el creciente número de soldados movilizados, menos aún reabastecerlos a largas distancias. Para remediar los problemas de su sistema de transporte durante el primer año de la guerra, los comandantes de campo del Ejército camboyano recurrieron a conducir autobuses civiles y otros vehículos comerciales para llevar a sus soldados al frente.
Entre 1971 y 1972, el cuerpo de transporte fue reorganizado y expandido con ayuda de los Estados Unidos, que ofreció 350 vehículos todoterreno M151 Mutt (varios de ellos fueron usados para llevar a cabo tareas de seguridad y escolta de convoyes) y camiones militares estadounidenses REO M35.
El cuerpo de artillería también fue reestructurado siguiendo el modelo estadounidense entre 1972 y 1973, recibiendo 25 obuses M101 de 105 mm adicionales, 10 obuses M114 de 155 mm y varios obuses autopropulsados M109, los cuales reemplazarían a las piezas de artillería soviéticas que estaban siendo gradualmente retiradas del servicio activo debido a la falta de piezas de repuesto y municiones.

### Armas de fuego
| Nombre                              | Fotografía               | Origen                   | Tipo                                       | Fabricante | Munición                 |
| Pistolas semiautomáticas            | Pistolas semiautomáticas | Pistolas semiautomáticas | Pistolas semiautomáticas                   | Pistolas semiautomáticas                                                                                                   | Pistolas semiautomáticas |
| ----------------------------------- | ------------------------ | ------------------------ | ------------------------------------------ | --- | ------------------------ |
| FN Browning GP-35                   |                          | Bélgica                  | Pistola semiautomática                     | FN Herstal | 9 × 19 mm Parabellum     |
| M1911                               |                          | Estados Unidos           | Pistola semiautomática                     | Colt's Manufacturing Company                                                                                               | .45 ACP                  |
| Pistola semiautomática modelo 1935A |                          | Francia                  | Pistola semiautomática                     | Société Alsacienne de Constructions Mécaniques                                                                             | 7.65 × 20 mm Long        |
| Pistola semiautomática modelo 1935S |                          | Francia                  | Pistola semiautomática                     | Manufacture d'armes de Saint-Étienne                                                                                       | 7,65 × 20 mm Long        |
| Tokarev TT-33                       |                          | Unión Soviética          | Pistola semiautomática                     | Planta de armas de Tula | 7,62 × 25 mm Tokarev     |
| Subfusiles                          |                          |                          |                                            | |                          |
| Subfusil M3                         |                          | Estados Unidos           | Subfusil                                   | General Motors | .45 ACP                  |
| Sten                                |                          | Reino Unido              | Subfusil                                   | Royal Small Arms Factory                                                                                                   | 9 × 19 mm Parabellum     |
| MAT-49                              |                          | Francia                  | Subfusil                                   | Manufacture Nationale d'Armes de Tulle                                                                                     | 9 × 19 mm Parabellum     |
| Subfusil Thompson                   |                          | Estados Unidos           | Subfusil                                   | Auto Ordnance CompanyColt's Manufacturing CompanySavage Arms                                                               | .45 ACP                  |
| Fusiles semiautomáticos             |                          |                          |                                            | |                          |
| M1 Garand                           |                          | Estados Unidos           | Fusil semiautomático                       | Springfield ArmoryWinchester Repeating Arms CompanyInternational Harvester                                                 | .30-06 Springfield       |
| MAS-49                              |                          | Francia                  | Fusil semiautomáticoFusil de francotirador | Manufacture d'Armes de Saint-Etienne                                                                                       | 7,5 × 54 mm Francés      |
| Carabinas                           |                          |                          |                                            | |                          |
| Carabina M1                         |                          | Estados Unidos           | Carabina                                   | General Motors | .30 Carbine              |
| SKS                                 |                          | Unión Soviética          | Carabina                                   | Arsenal de IzhevskPlanta de armas de Tula                                                                                  | 7,62 × 39 mm             |
| Fusiles de cerrojo                  |                          |                          |                                            | |                          |
| Lee-Enfield                         |                          | Reino Unido              | Fusil de cerrojo                           | Royal Small Arms Factory                                                                                                   | .303 British             |
| Springfield M1903                   |                          | Estados Unidos           | Fusil de cerrojo                           | Springfield Armory | .30-06 Springfield       |
| MAS-36                              |                          | Francia                  | Fusil de cerrojo                           | Manufacture d'Armes de Saint-Etienne                                                                                       | 7,5 × 54 mm Francés      |
| Fusiles automáticos                 |                          |                          |                                            | |                          |
| Fusil automático Browning           |                          | Estados Unidos           | Fusil automático                           | Colt's Manufacturing CompanyWinchester Repeating Arms CompanyMarlin FirearmsNew England Small ArmsRoyal Typewriter Company | .30-06 Springfield       |
| Fusiles de asalto                   |                          |                          |                                            | |                          |
| AK-47                               |                          | Unión Soviética          | Fusil de asalto                            | Corporación KalashnikovPlanta de armas de Tula                                                                             | 7,62 × 39 mm             |
| AKM                                 |                          | Unión Soviética          | Fusil de asalto                            | Corporación KalashnikovPlanta de armas de Tula                                                                             | 7,62 × 39 mm             |
| Fusil M16                           |                          | Estados Unidos           | Fusil de asalto                            | Colt's Manufacturing CompanyFN HerstalHarrington & RichardsonGeneral MotorsU.S. Ordnance                                   | 5,56 × 45 mm OTAN        |
| Fusiles de combate                  |                          |                          |                                            | |                          |
| FN FAL                              |                          | Bélgica                  | Fusil de combate                           | FN Herstal | 7,62 × 51 mm OTAN        |
| Heckler & Koch G3                   |                          | Alemania                 | Fusil de combate                           | Heckler & Koch | 7,62 × 51 mm OTAN        |
| Ametralladoras                      |                          |                          |                                            | |                          |
| MAC M1924/29                        |                          | Francia                  | Ametralladora ligera                       | Manufacture d'Armes de Châtellerault                                                                                       | 7,5 × 54 mm Francés      |
| Ametralladora ligera Degtiariov     |                          | Unión Soviética          | Ametralladora ligera                       | Planta Degtiariov | 7,62 × 54 mm R           |
| Ametralladora ligera RPD            |                          | Unión Soviética          | Ametralladora ligera                       | Planta Degtiariov | 7,62 × 54 mm R           |
| Ametralladora ligera Bren           |                          | Reino Unido              | Ametralladora ligera                       | Royal Small Arms Factory                                                                                                   | .303 British             |
| Ametralladora PK                    |                          | Unión Soviética          | Ametralladora de propósito general         | Planta Degtiariov | 7,62 × 54 mm R           |
| Ametralladora M60                   |                          | Estados Unidos           | Ametralladora de propósito general         | General DynamicsU.S. Ordnance                                                                                              | 7,62 × 51 mm OTAN        |
| Ametralladora Browning M1919        |                          | Estados Unidos           | Ametralladora media                        | General Motors | .30-06 Springfield       |
| Goriunov SG-43 / SGM                |                          | Unión Soviética          | Ametralladora media                        | Planta DegtiariovFábrica de ametralladoras de Kovrov                                                                       | 7,62 × 54 mm R           |
| Browning M2                         |                          | Estados Unidos           | Ametralladora pesada                       | FN HerstalGeneral DynamicsSavage ArmsUS Ordnance                                                                           | 12,7 × 99 mm OTAN        |
| DShK                                |                          | Unión Soviética          | Ametralladora pesada                       | Planta de armas de Tula | 12,7 × 108 mm            |
| Ametralladora pesada KPV            |                          | Unión Soviética          | Ametralladora pesada                       | Planta de armas de Tula | 14,5 × 114 mm            |

### Lanzagranadas
| Nombre                     | Fotografía    | Origen         | Tipo          | Fabricante         | Munición         |
| Lanzagranadas              | Lanzagranadas | Lanzagranadas  | Lanzagranadas | Lanzagranadas      | Lanzagranadas    |
| -------------------------- | ------------- | -------------- | ------------- | ------------------ | ---------------- |
| Escopeta lanzagranadas M79 |               | Estados Unidos | Lanzagranadas | Springfield Armory | Granada de 40 mm |

### Armas antitanque
| Nombre                   | Fotografía               | Origen                   | Tipo                     | Fabricante                          | Calibre                  |
| Lanzagranadas antitanque | Lanzagranadas antitanque | Lanzagranadas antitanque | Lanzagranadas antitanque | Lanzagranadas antitanque            | Lanzagranadas antitanque |
| ------------------------ | ------------------------ | ------------------------ | ------------------------ | ----------------------------------- | ------------------------ |
| RPG-2                    |                          | Unión Soviética          | Lanzagranadas antitanque | Fábrica de ametralladoras de Kovrov | 40 mm                    |
| Lanzacohetes antitanque  |                          |                          |                          |                                     |                          |
| RPG-7                    |                          | Unión Soviética          | Lanzacohetes antitanque  | Bazalt                              | 40 mm                    |
| M72 LAW                  |                          | Noruega                  | Lanzacohetes antitanque  | Nammo                               | 66 mm                    |

### Artillería
| Nombre                               | Fotografía                | Origen                    | Tipo                             | Fabricante                                                                                      | Calibre                   |
| Artillería autopropulsada            | Artillería autopropulsada | Artillería autopropulsada | Artillería autopropulsada        | Artillería autopropulsada                                                                       | Artillería autopropulsada |
| ------------------------------------ | ------------------------- | ------------------------- | -------------------------------- | ----------------------------------------------------------------------------------------------- | ------------------------- |
| M8 Scott                             |                           | Estados Unidos            | Cañón autopropulsado             | CadillacGeneral Motors                                                                          | 75 mm                     |
| Obús autopropulsado M109             |                           | Estados Unidos            | Cañón autopropulsado             | BAE Systems Inc.                                                                                | 155 mm                    |
| Portamortero M106                    |                           | Estados Unidos            | Portamortero                     | FMC Corporation                                                                                 | 107 mm                    |
| Artillería antiaérea                 |                           |                           |                                  |                                                                                                 |                           |
| M1939 (61-K)                         |                           | Unión Soviética           | Artillería antiaérea             | Planta mecánica de Podolsk                                                                      | 37 mm                     |
| Bofors 40 mm                         |                           | Suecia                    | Artillería antiaérea             | BoforsBAE Systems                                                                               | 40 mm                     |
| KS-19                                |                           | Unión Soviética           | Artillería antiaérea             | Fábrica de construcción de maquinaria número 8Fábrica de construcción de maquinaria de Vótkinsk | 100 mm                    |
| AZP S-60                             |                           | Unión Soviética           | Artillería antiaérea             | Almaz-AnteyFábrica de construcción de maquinaria de Nizhny Nóvgorod                             | 57 mm                     |
| ZPU-4                                |                           | Unión Soviética           | Artillería antiaérea             | Planta Degtiariov                                                                               | 14.5 mm                   |
| Artillería de campaña                |                           |                           |                                  |                                                                                                 |                           |
| Cañón de campaña M1942 (ZiS-3) 76 mm |                           | Unión Soviética           | Cañón de campañaCañón antitanque | ZIL                                                                                             | 76 mm                     |
| M-46                                 |                           | Unión Soviética           | Cañón de campaña                 | Fábrica de Armas de Motovilija                                                                  | 130 mm                    |
| Cañones sin retroceso                |                           |                           |                                  |                                                                                                 |                           |
| Cañón sin retroceso B-10             |                           | Unión Soviética           | Cañón sin retroceso              | KBM                                                                                             | 82 mm                     |
| Cañón sin retroceso B-11             |                           | Unión Soviética           | Cañón sin retroceso              | KBM                                                                                             | 107 mm                    |
| Cañón sin retroceso M40              |                           | Estados Unidos            | Cañón sin retroceso              | Watervliet Arsenal                                                                              | 105 mm                    |
| Morteros                             |                           |                           |                                  |                                                                                                 |                           |
| Mortero CM60A1                       |                           | Francia                   | Mortero                          | Fuerzas Armadas francesas                                                                       | 60 mm                     |
| Mortero Brandt Mle 1935              |                           | Francia                   | Mortero                          | Fuerzas Armadas francesas                                                                       | 60.7 mm                   |
| Mortero M19                          |                           | Estados Unidos            | Mortero                          | Ejército de los Estados Unidos                                                                  | 60 mm                     |
| Mortero M29                          |                           | Estados Unidos            | Mortero                          | Ejército de los Estados Unidos                                                                  | 81 mm                     |
| Mortero M30                          |                           | Estados Unidos            | Mortero                          | Ejército de los Estados Unidos                                                                  | 107 mm                    |
| Obuses remolcados                    |                           |                           |                                  |                                                                                                 |                           |
| Obús M101                            |                           | Estados Unidos            | Obús remolcado                   | Arsenal de Rock Island                                                                          | 105 mm                    |
| Obús M102                            |                           | Estados Unidos            | Obús remolcado                   | Arsenal de Rock Island                                                                          | 105 mm                    |
| Obús M114 de 155 mm                  |                           | Estados Unidos            | Obús remolcado                   | Arsenal de Rock Island                                                                          | 155 mm                    |
| Obús M1938 (M-30) de 122 mm          |                           | Unión Soviética           | Obús remolcado                   | Fábrica de construcción de maquinaria de Nizhny NóvgorodUralmash                                | 122 mm                    |
| Cañones de montaña                   |                           |                           |                                  |                                                                                                 |                           |
| Obús M116                            |                           | Estados Unidos            | Cañón de montaña                 | Ejército de los Estados Unidos                                                                  | 75 mm                     |

### Cascos de combate
| Nombre            | Imagen            | Origen            | Tipo              |
| Cascos de combate | Cascos de combate | Cascos de combate | Cascos de combate |
| ----------------- | ----------------- | ----------------- | ----------------- |
| Casco M1          |                   | Estados Unidos    | Casco de combate  |
| Casco M1951       |                   | Francia           | Casco de combate  |

### Vehículos militares
| Nombre                            | Fotografía            | Origen                | Tipo                                                                                              | Fabricante                                                          |
| Automóviles blindados             | Automóviles blindados | Automóviles blindados | Automóviles blindados                                                                             | Automóviles blindados                                               |
| --------------------------------- | --------------------- | --------------------- | ------------------------------------------------------------------------------------------------- | ------------------------------------------------------------------- |
| Cadillac Gage Commando (V-100)    |                       | Estados Unidos        | AmbulanciaAutomóvil blindado militarVehículo anfibioVehículo de mando                             | Cadillac GageTextron                                                |
| M3 Scout Car                      |                       | Estados Unidos        | AmbulanciaAutomóvil blindado militarReconocimiento blindadoTractor de artilleríaVehículo de mando | White Motor Company                                                 |
| M8 Greyhound                      |                       | Estados Unidos        | Automóvil blindado militarReconocimiento blindadoVehículo de mando                                | Ford Motor Company                                                  |
| M20 Scout Car                     |                       | Estados Unidos        | Automóvil blindadoReconocimiento blindado                                                         | Ford Motor Company                                                  |
| Panhard AML-60                    |                       | Francia               | Automóvil blindado militarReconocimiento blindadoPortamortero                                     | Panhard                                                             |
| Carros de combate                 |                       |                       |                                                                                                   |                                                                     |
| AMX-13                            |                       | Francia               | Tanque ligero                                                                                     | Atelier de Construction Roanne                                      |
| M24 Chaffee                       |                       | Estados Unidos        | Tanque ligero                                                                                     | CadillacGeneral MotorsMassey Ferguson                               |
| Transportes blindados de personal |                       |                       |                                                                                                   |                                                                     |
| BTR-40                            |                       | Unión Soviética       | Reconocimiento blindadoTransporte blindado de personal                                            | GAZ                                                                 |
| BTR-152                           |                       | Unión Soviética       | AmbulanciaTractor de artilleríaTransporte blindado de personalVehículo de mando                   | ZIL                                                                 |
| M113                              |                       | Estados Unidos        | Transporte blindado de personalVehículo de mando                                                  | FMC Corporation                                                     |
| Semioruga M2                      |                       | Estados Unidos        | Reconocimiento blindadoSemiorugaTractor de artilleríaTransporte blindado de personal              | Autocar CompanyDiamond TWhite Motor Company                         |
| Semioruga M3                      |                       | Estados Unidos        | SemiorugaTransporte blindado de personal                                                          | Autocar CompanyDiamond TWhite Motor Company                         |
| Camiones militares                |                       |                       |                                                                                                   |                                                                     |
| M809 series 5-ton 6×6 truck       |                       | Estados Unidos        | Camión militar                                                                                    | AM General                                                          |
| REO M35                           |                       | Estados Unidos        | Camión militar                                                                                    | REO Motor Car CompanyKaiser Jeep                                    |
| M39 series 5-ton 6×6 truck        |                       | Estados Unidos        | Camión militar                                                                                    | Diamond TInternational HarvesterKaiser JeepKaiser MotorsMack Trucks |
| Vehículos todoterreno             |                       |                       |                                                                                                   |                                                                     |
| GAZ-69                            |                       | Unión Soviética       | Vehículo todoterreno                                                                              | GAZUAZ                                                              |
| Jeep M151                         |                       | Estados Unidos        | Vehículo todoterreno                                                                              | Ford Motor CompanyKaiser MotorsAM General                           |
| Jeep Willys MB                    |                       | Estados Unidos        | Vehículo todoterreno                                                                              | Willys-Overland MotorsFord Motor Company                            |
| Land Rover Serie I                |                       | Reino Unido           | Vehículo todoterreno                                                                              | Land Rover                                                          |
| Land Rover Serie II               |                       | Reino Unido           | Vehículo todoterreno                                                                              | Land Rover                                                          |

## Fuerzas especiales
- Las Fuerzas Especiales Jemeres (en jemer: កងកម្លាំងពិសេសរបស់ខ្មែរ) fueron las fuerzas especiales del Ejército Nacional Jemer, el componente terrestre de las Fuerzas Armadas Nacionales Jemeres. Las fuerzas especiales lucharon durante la guerra civil de Camboya de 1970-75.

- El Batallón de Comandos de Camboya fue una unidad militar de élite del Ejército de Camboya y formó parte de las Fuerzas Armadas Nacionales Jemeres. La unidad luchó en la guerra civil de Camboya de 1970-75.

- La Brigada Aerotransportada de Camboya fue una unidad militar aerotransportada del Ejército de Camboya y formó parte de las Fuerzas Armadas Nacionales Jemeres. La unidad luchó en la guerra civil de Camboya de 1970-75.

## Graduación militar
En gran contraste respecto al ERVN y las FARL laosianas, que reemplazaron los rangos militares de estilo francés anteriormente usados durante el período colonial con sus propias insignias de rango después de 1954, la tabla estándar de rangos de las FARJ continuaba siguiendo de cerca el modelo francés. El sistema de rangos de las Fuerzas Armadas Camboyanas era casi idéntico a la secuencia de las reglamentos del Ejército francés de 1956 y común a todas las ramas de servicio, apenas diferenciándose en algunos detalles.
Las charreteras rígidas retirables (pattes d’épaule, en francés) eran empleadas por oficiales en sus uniformes de vestir a la usanza francesa, excepto que los generales camboyanos (Officiers géneraux, en francés) llevaban sus estrellas sobre un campo rodeado por un bordado en forma de hoja de laurel y junto a una miniatura del escudo de armas real que tenía una corona y dos espadas cruzadas, ubicada en el extremo interno de la charretera, que era común a todos los rangos. La secuencia de colores de las charreteras de las FARJ también variaba según la rama de servicio: servicio general - azul marino, o negro; tropas aerotransportadas - verde claro; cuerpo médico - rojo cereza.
Tanto en el uniforme de faena color caqui como en los uniformes color verde oliva, los generales y oficiales de alto rango (Officiers supérieures, en francés) usualmente llevaban sus insignias de rango sobre anillas (passants d’épaule, en francés) encima de los pasadores de hombro, pero si la chaqueta de combate o la camisa no tenían pasadores de hombro, se utilizaba una plaqueta (patte de poitrine, en francés) en el pecho según la usanza francesa. Los oficiales (Officiers subalternes, en francés) y suboficiales (Sous-officiers, en francés) llevaban en el pecho chevrones de metal o tela sujetados con un pin; los suboficiales que servían en unidades de primera línea llevaban sus chevrones con la punta hacia arriba, mientras que sus contrapartes asignadas a formaciones de apoyo en la retaguardia o no combatientes tenían que llevar sus chevrones con la punta hacia abajo.
Los soldados rasos (Hommes de troupe, en francés) no llevaban insignias.
Este sistema básico se mantuvo durante la República, aunque en 1970 se adoptaron charreteras rígidas removibles negras sin el escudo de armas real para todas las ramas y desde 1972 en adelante, algunos oficiales camboyanos empezaron a llevar insignias de rango sujetadas con pin en las solapas del cuello de la camisa, obviamente inspirados por la usanza estadounidense. Aunque el sistema de rangos militares se mantuvo sin cambios, en 1970 fue creado el rango de Mariscal de campo (Maréchal, en francés) para el Presidente de la República Jemer y Comandante en Jefe de las FANJ Lon Nol.

### Rangos
| Rangos del ENJ | Idioma jemer | Rangos del Ejército francés | Rangos del Ejército estadounidense | Insignia                           |
| -------------- | ------------ | --------------------------- | ---------------------------------- | ---------------------------------- |
| Pʊəl too       | ពលទោ          | Soldat de deuxième classe   | Soldier 2nd Class/Private          | (no tiene insignia)                |
| Pʊəl aek       | ពលឯក         | Soldat de première classe   | Private 1st Class                  |                                    |
| Niey too       | នាយទោ          | Caporal                     | Lance-Corporal                     |                                    |
| Niey aek       | នាយឯក         | Caporal-chef                | Corporal                           |                                    |
| Pʊəl baal trəy | ពលបាលត្រី       | Sergent                     | Staff Sergeant                     |                                    |
| Pʊəl baal too  | ពលបាលទោ        | Sergent-chef                | Master Sergeant                    |                                    |
| Pʊəl baal aek  | ពលបាលឯក       | Adjudant                    | Warrant Officer                    |                                    |
| Prɨn baal too  | ព្រឹន្ទបាលទោ      | Adjudant-chef               | Chief Warrant Officer              |                                    |
| Prɨn baal aek  | ព្រឹន្ទបាលឯក     | Aspirant                    | Aspirant                           |                                    |
| Aknu trəy      | អនុត្រី         | Sous-lieutenant             | 2nd Lieutenant                     |                                    |
| Aknu too       | អនុទោ          | Lieutenant                  | 1st Lieutenant                     |                                    |
| Aknu aek       | អនុឯក         | Capitaine                   | Captain                            |                                    |
| Vorak trəy     | វរត្រី         | Commandant                  | Major                              |                                    |
| Vorak too      | វរទោ          | Lieutenant-Colonel          | Lieutenant Colonel                 |                                    |
| Vorak aek      | វរឯក         | Colonel                     | Colonel                            |                                    |
| Utdɑm trəy     | ឧត្តមត្រី       | Général de brigade          | Brigadier-General                  |                                    |
| Utdɑm too      | ឧត្តមទោ        | Major Général               | Major-General                      |                                    |
| Utdɑm aek      | ឧត្តមឯក       | Lieutenant Général          | Lieutenant-General                 |                                    |
| Utdɑm nieyʊək  | ឧត្តមនាយក      | Général                     | General                            |                                    |
|                |              | Maréchal                    | Field Marshal                      | (seis estrellas de oro en círculo) |

## Insignias

### Insignias militares
Las insignias de habilidad y especialidad del REJ eran de metal dorado o versiones esmaltadas con pin, introduciéndose después de 1970 variantes de tela verde bordadas con hilo amarillo o negro. En los uniformes de vestir y de servicio, eran llevadas en las solapas del cuello por todos los rangos si es que tenían que llevar charreteras, pero en campaña los oficiales no las llevaban en las solapas del cuello si usaban insignias de rango con pin en estas; los reclutas usualmente llevaban las insignias de rama en las solapas del cuello.

### Insignias de unidad
Bandas de identificación a color u oscuras eran llevadas ocasionalmente sobre el bolsillo derecho del pecho de la camisa o chaqueta del uniforme de campaña; placas de identificación hechas de plástico eran empleadas con el uniforme de servicio y el de gala.

## Uniformes, gorras y calzado
El origen y las tradiciones del Ejército camboyano se remontan al REJ colonial y las tropas del CEFEO que sirvieron con los franceses en la guerra de Indochina, incluso después que Estados Unidos tomó el papel como el principal proveedor internacional de las Fuerzas Armadas Nacionales Jemeres a inicios de la década de 1970, la influencia militar francesa todavía era perceptible en sus uniformes e insignias.

### Uniformes de servicio y campaña
El uniforme de faena básico del Real Ejército Jemer (REJ) para todos los rangos era una copia local del uniforme de faena tropical del Ejército francés (Tenue de toile kaki clair Mle 1945, en francés), consistente en una camisa de algodón de color caqui claro y pantalones modelados según los "Chino" del uniforme de faena tropical del Ejército estadounidense de la Segunda Guerra Mundial. La camisa M1945 tenía seis botones, dos bolsillos en el pecho cerrados por solapas rectas de esquinas rectas y dos pasadores en los hombros (Epaulettes, en francés), mientras que los pantalones M1945 "Chino" tenían dos líneas en la parte delantera de los muslos. Como alternativas se podían vestir la camisa de manga corta M1946 (Chemisette kaki clair Mle 1946, en francés), que tenía dos bolsillos en el pecho con dos líneas y cerrados por solapas puntiagudas, o la camisa de manga corta M1949 (Chemisette kaki clair Mle 1949, en francés); también existía una versión de manga larga, basada en la camisa francesa M1948 (Chemise kaki clair Mle 1948, en francés).
También eran suministrados pantalones cortos (Culotte courte kaki clair Mle 1946, en francés) y vestidos según las condiciones climáticas. En campaña, los oficiales y soldados camboyanos vestían los uniformes de campaña franceses verde oscuro M1947 (Treillis de combat Mle 1947, en francés).
Los oficiales del REJ vestían el uniforme de servicio de verano estándar de las FANJ hecho de algodón en color caqui, que era modelado según el uniforme de vestir de color caqui M1946/56 del Ejército francés (en francés: Vareuse d'officier Mle 1946/56 et Pantalon droit Mle 1946/56); para ocasiones formales, también se usaba una versión de verano ligera de algodón blanco (que era el uniforme de gala estándar de las FARJ). La chaqueta de cuello abierto tenía dos bolsillos con línea en el pecho cerrados por solapas puntiagudas y dos sin línea cerrados por solapas rectas a los lados, mientras que las bocamangas eran plegables; la botonera y las solapas de los bolsillos eran cerradas con botones dorados. El uniforme era vestido con una camisa de color caqui y una corbata negra en servicio, mientras que la versión blanca era vestida con una camisa blanca y una corbata negra.
Después de marzo de 1970, como parte del programa de reequipamiento MAP financiado por Estados Unidos, al Ejército camboyano (ENJ) se le suministró los nuevos uniformes tropicales estadounidenses de color verde oliva oscuro, el OG-107 y el M1967 Jungle Utility Uniform del Ejército estadounidense, los cuales rápidamente reemplazaron al viejo uniforme de faena de color caqui del REJ y el uniforme de campaña francés de color verde oscuro.
Al igual que en el ERVN, los camboyanos pronto empezaron a producir sus propias variedades de versiones de estos uniformes selváticos, o les encargaban a sastres que los modifiquen según sus gustos y necesidades. No era inusual ver a hombres y mujeres del Ejército camboyano vistiendo una camisa OG-107 con un pantalón M1967 Jungle Utility, o viceversa. Los pantalones OG-107 eran frecuentemente modificados al agregárseles bolsillos de transporte; a las camisas y chaquetas se les cortaban las mangas a la altura del codo, se añadían pasadores en los hombros, las solapas de bolsillos con un solo botón eran reemplazadas por versiones con dos botones (con esquinas rectas o redondeadas) o con botones ocultos, y - una práctica común para los oficiales - la adición de un bolsillo en el hombro izquierdo para llevar bolígrafos, que eran el símbolo de autoridad en las fuerzas armadas indochinas.
A veces las camisas de campaña eran transformadas en ligeras chaquetas safari al agregarles bolsillos con solapas de dos botones en la parte inferior.
Reflejando la creciente influencia estadounidense, los oficiales de alto mando del ENJ adoptaron entre 1970 y 1971 un nuevo uniforme de vestir, que consistía en una chaqueta y pantalones de color verde oliva, que se llevaban con una camisa blanca y una corbata negra. El corte de la chaqueta de cuatro botones era un diseño híbrido que se parecía tanto al M-1954 "Class A" green dress del Ejército estadounidense y al anterior uniforme caqui de estilo francés M1946/56; tenía dos bolsillos con línea en el pecho que estaban cerrados con solapas puntiagudas y dos bolsillos sin línea a los lados que estaban cerrados con solapas rectas, mientras que las bocamangas plegables eran simuladas. La botonera y las solapas de los bolsillos eran cerradas mediante botones dorados que llevaban la insignia del Cuartel General de las FANJ.
Al personal femenino se le suministraba una blusa de manga corta color verde oliva oscuro para servicio y faena tipo OG-107, basada en las versiones de sus contrapartes masculinos, que tenía dos bolsillos en el pecho cerrados por solapas rectas o puntiagudas. La blusa era vestida con una falda hasta la rodilla del mismo color, reemplazada en campaña por pantalones OG-107 o M1967 Jungle Utility.

### Uniformes de camuflaje
Los chaquetones franceses de paracaidista camuflados M1947/53-54 TAP "Lagartija (Ténue Leopard, en francés) y los chalecos M1947/52 TTA con pantalones equivalentes fueron suministrados a las tropas aerotransportadas del REJ desde la década de 1950, aunque la escasez a inicios de la década de 1970 limitó su distribución solamente para los oficiales y suboficiales. Durante la década de 1960, los paracaidistas fueron equipados con un uniforme camuflado de producción local que tenía un diseño de manchas (conocido como "Diseño mancha"), que consistía en manchas de color verde oliva y óxido sobre un fondo de color verde pálido.
Después de 1970, uniformes camuflados con los diseños Tigre y "Highland" (ERDL 1948 Leaf pattern o "Woodland") estadounidenses, tailandeses ("Renacuajo tailandés") y sudvietnamitas ("Renacuajo esparcido") también fueron suministrados al ENJ:

### Gorras, sombreros y cascos
El cubrecabezas más usual para todos los rangos del REJ/ENJ era una boina ligera hecha de tela de algodón color caquí y apodada "gourka", la cual había sido adoptada por el Ejército francés como la M1946 (Bérét de toile kaki clair Mle 1946, en francés) durante la guerra de Indochina, siendo a su vez copiada de un modelo de boina tropical anteriormente empleado por los soldados británicos en el Lejano Oriente durante la Segunda Guerra Mundial.
Las boinas eran llevadas hacia la izquierda al estilo francés, con la siguiente secuencia de colores: Servicio general - caqui claro, Infantería - verde oliva claro, Cuerpo de Blindados - negro, Paracaidistas y Comandos Paracaidistas - rojo cereza, Fuerzas Especiales - verde bosque, Policía Militar y Gendarmería Regional - azul oscuro; a las unidades de élite también se les suministraba boinas hecha de tela camuflada con los diseños "Tigerstripe" y "Highland". A excepción de las versiones de tela color caqui claro y camufladas (que eran fabricadas en tres piezas), las boinas de todos los demás cuerpos estaban hechas de una sola pieza de tela de lana unida a un anillo de cuero negro (o marrón claro) que tenía dos tiras de ajuste negras en la parte posterior, siguiendo el modelo de las boinas francesas M1946 (Bérét Mle 1946, en francés) o M1953/59 (Bérét Mle 1953/59, en francés). El REJ también adoptó los roses franceses de color caquí claro M1946 (Bonnet de police de toile kaki clair Mle 1946, en francés) y M1957 (Bonnet de police de toile kaki clair Mle 1957, en francés), pero rara vez eran empleados.
Los oficiales del REJ recibieron un quepí de color caquí claro basado en el M1927 francés (Casquette d’officier Mle 1927, en francés) para usarlo con el uniforme de servicio color caqui, mientras que la versión de verano de color blanco era usada con el uniforme de gala de las FANJ. Después de marzo de 1970, estos quepíes fueron reemplazados por una versión color verde oliva - este cambio se hizo para parecerse más al quepí estadounidense M1954 Visor Cap - para usarse con el nuevo uniforme de vestir de estilo estadounidense adoptado por el ENJ. El personal femenino adoptó un ros de color verde oliva, para usarlo con sus uniformes de servicio y faena del mismo color.
En campaña, los oficiales y soldados del REJ usaban una mezcla de boinas tropicales caquí claro, gorras de algodón M1951 estadounidenses y chambergos franceses (Chapeau de brousse Mle 1949, en francés) de tela caqui u OG. Más tarde fue adoptada como cubrecabezas estándar para todos los rangos del ENJ una gorra de color caqui parecida una gorra de béisbol simplificada, aunque la gorra de campaña del ERVN en tela de algodón OG y cuya forma era parecida a la gorra de los Marines, a veces era empleada. Además, una amplia variedad de sombreros y gorras de béisbol llegaron a manos del ENJ desde Estados Unidos, Vietnam del Sur y Tailandia, aunque nunca llegaron a reemplazar completamente los anteriores cubrecabezas. Las fotografías de la época muestran que el viejo chambergo francés continuó siendo popular entre las tropas, que también usaban versiones de fabricación local o sudvietnamita en tela camuflada.
Los cascos de acero, como el M1 estadounidense y el Modelo 1951 OTAN (Casque Mle 1951 OTAN, en francés) francés, eran equipo estándar del REJ, mientras que los paracaidistas empleaban el casco M1C y sus respectivas versiones modificadas francesas (Casque USM1 TAP type Métropole y Casque USM1 TAP type EO), o el casco francés M1951 TAP (Casque type TAP, modéle 1951, en francés). Durante la República, el ENJ estandarizó el casco M1 modelo 1964, entregado con la cubierta de camuflaje Mitchell con el diseño "Clouds" del Ejército estadounidense, aunque algunas unidades conservaron los viejos cascos de acero estadounidenses y franceses durante la guerra.
Los tripulantes de vehículos blindados del REJ recibieron los cascos franceses de cuero color verde oliva oscuro M1951 y M1958/65 (Sous-casque radio-char modéle 1951, Sous-casque radio-char modéle 1958 y Sous-casque radio-char modéle 1965 en francés); después de 1970, a los tripulantes de los M113 camboyanos se les suministró el casco CVC (Combat Crew Vehicle) estadounidense de fibra de vidrio, aunque ninguno de estos modelos ofrecía una protección satisfactoria ante las esquirlas y las balas de armas ligeras.

### Botas y calzado
Con el uniforme de gala de algodón blanco de las FARJ se llevaban zapatos de cuero blanco con pasadores, mientras que los zapatos de cuero marrón se llevaban con el uniforme de faena de color caqui y posteriormente zapatos de cuero negro con el nuevo uniforme de vestir OG-107 del ENJ.
En campaña, todo el personal del Ejército llevaba botas de cuero marrón M-1943 Combat Service Boots estadounidenses o botas tropicales de lona y caucho "Pataugas" francesas y sandalias; los paracaidistas recibieron las botas de caña alta y cuero negro M1950 o M1950/53 TAP (Bottes de saut modéle 1950 et 1950/53, en francés) francesas.
Después de 1970, el ENJ estandarizó las botas de cuero negro M-1967 estadounidenses con suela de caucho con diseño ripple, las botas de jungla y las botas Bata sudvietnamitas, que reemplazaron a la mayor parte del viejo calzado de combate.